# Tetê Espíndola
Terezinha Maria Miranda Espíndola, mais conhecida como Tetê Espíndola (Campo Grande, 11 de março de 1954), é uma cantora, compositora e instrumentista, considerada detentora de uma das mais belas e exóticas vozes nacionais. Ao longo de seus mais de 40 anos de carreira, ganhou inúmeros prêmios pelo seu trabalho voltado para a experimentação e recriação do universo ecológico brasileiro.

## Biografia e Carreira
Nascida em Campo Grande, numa família que tornou-se icônica a partir da arte da maioria dos irmãos. Dos sete filhos de Alba Miranda Espíndola e Francisco Espíndola Neto, Humberto,  Sérgio, Geraldo Espíndola, Alzira (Alzira E), Marcelo (Celito) e Marcos Jerônimo (Jerry Espíndola) despontaram para a música. Apenas Valquíria que tornou-se enfermeira, não dedicando-se totalmente a arte. Tetê herdou de sua mãe a inspiração para a música. Na infância gostava de ouvir música clássica e aos oito anos já apreciava os conjuntos paraguaios que tocavam nas rádios. Ouvia The Beatles, Jovem Guarda, Janis Joplin e Bossa Nova, que marcaram sua adolescência.
Influenciada pela mãe e pelo irmão e artista plástico Humberto Espíndola, começou a desenvolver os dons artísticos entre as sessões de teatro que a mãe e o irmão encenavam em casa, para se divertir, e ouvindo rádio. Sua mãe cantava muito em casa, o que a fascinava. Sua veia artística também era influenciada por seus tios trigêmeos, irmãos de Alba, que se apresentavam tocando piano a seis mãos em diversos lugares, inclusive em um evento com a presença do então presidente Getúlio Vargas.
O primeiro dos irmãos a introduzir-se na música e aprender a tocar violão foi Sérgio, que ensinou a Geraldo, que por sua vez ensinou à caçula Tetê. Não se adaptando ao violão, passou a admirar um outro instrumento musical tocado por Geraldo. Em 1976, Tetê ganhou sua primeira craviola, um instrumento de doze cordas criado pelo cantor e instrumentista Paulinho Nogueira e, que nas palavras de Marta Catunda (2016) "o criador queria um instrumento que transitasse entre a música folclórica (viola caipira), de raiz, mais popular, e a música erudita (alaúde/cravo). Pretendia uma guitarra acústica, meio viola e alaúde, um híbrido de popular/caipira/erudito. Seu sobrinho Stênio Mendes dedicou-se ao instrumento alguns anos. Mas foi Tetê Espíndola que deu vida nova à craviola em sua carreira. Vem se dedicando a compor nesse instrumento há mais de 40 anos. A craviola convida para uma exploração mais livre que a do violão por ter um braço mais longo e pela sonoridade de suas cordas oitavadas. É um instrumento que proporciona aberturas inusitadas para a composição harmônica, esta salta do exercício cotidiano de tocar".
Em 1968, os irmãos Tetê, Geraldo, Celito, Sérgio e Alzira, com permissão dos pais, decidiram ganhar dinheiro e trabalhar no que gostavam e assim formaram o grupo LuzAzul e passaram a executar cantorias na estrada que liga Campo Grande a Cuiabá. E foi nos arredores de Mato Grosso do Sul, cantando com os irmãos, de cidade em cidade, que Tetê se descobriu, num local chamado Chapada dos Guimarães. Começou a testar sua voz cantando todos os dias.
Aos 14 anos, Tetê ganhou um festival de música em Campo Grande, com a canção "Sorriso", cuja letra fora escrita pelo irmão. A partir de então, Tetê começou a pensar em seguir carreira em outros estados. Após anos cantando para o público de Campo Grande, em 1977 o Grupo LuzAzul decide ir para São Paulo tentar carreira profissional. Vão primeiro Celito e Tetê. Eles chegam e começam a tocar em bares e boates. Os dois, vendo que estavam se consolidando, abriram espaço para os outros irmãos se transferirem de vez para a Capital Paulista.
Os irmãos fazem testes em diversas gravadoras e acabam aprovados, fechando contrato com a Polygram/Phillips, e a pedidos da própria gravadora, mudam o nome LuzAzul para Tetê e o Lirio Selvagem, lançando assim seu primeiro trabalho em 1978. Em 1979, o grupo de sucesso Tetê e o Lírio Selvagem se desfaz, e a gravadora decide lançar Tetê em um disco solo, Piraretã, em 1980. Esse disco marcou o encontro de Tetê com Arrigo Barnabé. Tetê foi a primeira a gravar uma canção dele, "Tamarana", em parceria com o Paulo Barnabé. A partir daí. os irmãos passam a seguir carreira solo, cada um gravando seus discos, mas os irmãos não pararam de gravar discos juntos.
Em 1981, ao lado de Arrigo Barnabé, defende no MPB Shell a valsa "Londrina", composta por Arrigo, que recebe o prêmio de melhor arranjo por Cláudio Leal. Em 1982, entre muitas experimentações sonoras feitas em de sessões com Stenio Mendes e Theophil Mayer (inclusive com exibição pela TV Cultura em um especial), surge o disco Pássaros na Garganta, lançado pela gravadora Som da Gente, no qual a estética do som é batizada por Arrigo Barnabé de "sertanejo lisérgico".
Em 1985, Tetê vence o Festival dos Festivais da Rede Globo com a canção "Escrito nas Estrelas", composição do marido Arnaldo Black com Carlos Rennó. Em 1986, como parte do cronograma da gravadora Barclay/Polygram, segue-se o disco Gaiola, a partir do qual executam uma turnê pelo Brasil. Além de cantar, Tetê também dubla, atua e participou do filme Mônica e a Sereia do Rio (de Maurício de Sousa) dirigido por Walter Hugo Khouri; e faz uma participação no curta Caramujo-Flor, de Joel Pizzini, junto com Almir Sater, Aracy Balabanian, Ney Matogrosso e outros artistas de Mato Grosso do Sul.
De acordo com Alan Silus (2020), Tetê é casada com Arnaldo Black, arquiteto e produtor cultural com quem teve dois filhos: o primeiro, Daniel Espíndola Black, mais conhecido como Dani Black, nascido em 8 de dezembro de 1987, seguiu a carreira artística da mãe, tendo gravado dois discos em estúdio: Dani Black (2011) e Dilúvio (2015) e dois discos ao vivo EPSP Ao Vivo (2013) e Ao Vivo no São Luiz (2017). A segunda filha, Patrícia Espíndola Black, nasceu em 19 de março de 1990, formou-se em Cinema e Audiovisual pelo Centro Universitário SENAC e cursa Mestrado em Cinema em Portugal. Diferentemente da mãe e do irmão, a arte de Patrícia não é a música: fez do vídeo sua prática profissional.
"Mesmo com uma predileção pelo audiovisual, ela não se desvinculou das raízes da música. Produziu e dirigiu o curta-metragem A Voz do Poço (2013) que a partir das memórias de infância de sua mãe e dos seus tios, narra um fato sobre um poço de dentro do qual se ouvia uma voz chamando a avó Alba. Além disso, há a presença da sincronia com a figura do boi — universo presente na casa dos irmãos Espíndola". (SILUS, 2020). "A obra recebeu críticas elogiosas de cineastas brasileiros como Joel Pizzini e Carlos Nader, e foi selecionado por diversos festivais como Festival de Cinema Gramado, Mostra Tiradentes, Festival de Curtas de São Paulo, e o francês Signes de Nuit. Ganhou o prêmio de melhor filme pela escolha do juri no 9º Cine MuBE São Paulo". (SP CULTURA, 2016 citado por SILUS, 2020).
Na transição dos anos 1980 para os anos 1990 além da dádiva de ser mãe, Tetê foi a representante brasileira no Festival The Concert Voice, em Roma, no ano de 1988, em sua primeira viagem internacional. Em 1989, canta no New Morning (Paris) e no Festival de Jazz da Bélgica. Com uma bolsa da Fundação Vitae, em conjunto com Marta Catunda e Humberto Espíndola vão à Amazônia numa expedição em busca do "canto do uirapuru". Gravam uma série de sons de pássaros, que depois de catalogado, e parte das experimentações musicais feitas por Tetê na Amazônia, gera o disco Ouvir/Birds (1991).
Tetê passa alguns anos se dedicando à família, e em 1998, junto com a irmã Alzira, gravam o disco acústico só de canções regionais/tradicionais - Anahí. Quando então, aparece o disco Vozvoixvoice, dirigido e produzido por Phillipe Kadosch, no qual o conceito aplica-se em fazer da voz, todos os instrumentos (baixo, bateria, guitarra, sopros, etc.). Em 2003, Tetê participa em dois projetos junto com a família - Espíndola canta e O que virou, e em 2005 lança o disco Zencinema só com canções de Arnaldo Black.
Em 2006, realizou a expedição Água dos Matos, na região Centro Oeste, descendo de chalana os rios Cuiabá e Paraguai, oferecendo shows e oficinas gratuitas aos povos ribeirinhos, com diversos artistas. No mesmo ano e no ano seguinte participou de várias apresentações com a soprano Adélia Issa. Ainda em 2007 lança o disco Evaporar completamente produzido no Mato Grosso do Sul, desde a escolha de músicos à finalização do trabalho. Seu trabalho incorporou pesquisas realizadas com sons de pássaros, influência de temas regionais e fusões do acústico com o eletrônico.
Em 2014, lança pelo selo SESC um álbum duplo, contendo a versão remasterizada do LP Pássaros na Garganta (1982) com o CD inédito Asas do Etéreo (2012) comemorando os 30 de “Pássaros na Garganta” um trabalho histórico, um ícone da MPB, sinônimo de vanguarda e prestígio, deu a Tetê o prêmio da APCA como artista revelação. Uma obra musical que revela a gravura pós-impressionista do Centro-Oeste e teve o importante papel de colocar Tetê em evidência, apontando suas composições inovadoras e uma intérprete rara.
Asas do Etéreo traz composições inéditas uma aventura multitonal e timbrística no encontro com os mais importantes instrumentistas brasileiros, parceiros de sua trajetória musical. Do piano magistral de Egberto Gismonti a escaleta personalíssima de Hermeto Pascoal, alternam-se personalidades da nata musical brasileira como Arrigo Barnabé, Jaques Morelenbaum, DuoFel, Felix Wagner, Paulo Lepetit, Teco Cardoso, Bocato,  Marcelo Pretto e Dani Black. O lançamento do Álbum aconteceu em 2014 com a participação de todos os convidados com sucesso total em duas noites.
Em 2015, participou da canção "Trono de Estudar", composta por Dani Black em apoio aos estudantes que se articularam contra o projeto de reorganização escolar do governo estadual de São Paulo. A faixa teve a participação de outros 17 artistas brasileiros: Chico Buarque, Arnaldo Antunes (ex-Titãs), Tiê, Dado Villa-Lobos (Legião Urbana), Paulo Miklos (Titãs), Tiago Iorc, Lucas Silveira (Fresno), Filipe Catto, Zélia Duncan, Pedro Luís (Pedro Luís & A Parede), Fernando Anitelli (O Teatro Mágico), André Whoong, Lucas Santtana, Miranda Kassin, Helio Flanders (Vanguart), Felipe Roseno e Xuxa Levy.
Em 2017 lança Outro Lugar, um CD com músicas inéditas, sobrepostas por diversos momentos de sua carreira a desaguar em um disco de muitas épocas e lugares - físicos e emocionais. Cada canção propõe a cor e o território em que foi composta: São Paulo, Campo Grande, Bonito, Rondonópolis, Campos do Jordão, Brasília e Paris. São parceiros especiais e de longa data, como Marta Catunda, Bené Fonteles, Arrigo Barnabé e o imortal Manoel de Barros e, também aqueles que há muito são cantados pela intérprete: Geraldo Espindola, Philippe Kadosch e Arnaldo Black, autor da música que dá o título ao CD. A turnê "Outro Lugar" promoveu shows nas cidades de São Paulo, Rio de Janeiro e Fortaleza com o quarteto de cordas “Quintal Brasileiro”, dentre outros convidados e, também em Brasília, Recife e Porto Alegre em versão solo com sua craviola.
Em cada faixa, um instrumentista convidado, uma timbrística explorada e uma paisagem sonora percorrida. Da harpa paraguaia ao vibrafone, do piano a cítara, passando pela tampura, ukulele, violão de 7, ao quinteto de cordas. Únicos, os instrumentos criam a espacialidade e seu universo, porém juntos expandem em gêneros brasileiros, por territórios ainda virgens. A produção musical foi dividida com seus parceiros de estrada: o baterista Sandro Moreno, o pianista e sanfoneiro Adriano Magoo e Alex Cavalheri na produção de estúdio. Na mixagem e masterização o requinte do francês Phillipe Kadosch, produtor responsável por outros discos em parceria com Tetê.
Em pesquisa apresentada por Silus (2020), "no dia 23 de novembro de 2016, Tetê, Alzira E e  Ney Matogrosso abrem a 11ª Balada Literária de São Paulo com o show Em Tercina, no qual cantam “músicas de raiz”, do centro brasileiro, já retratadas pelas irmãs em Anahí, além de outras novas canções. A partir desse show, o diretor regional do SESC, Danilo Santos de Miranda, convida os três para gravarem um disco com essas canções. Esse projeto iniciar-se-ia em 2017 e culminaria em 2019 com o mais recente lançamento pelo selo SESC: Recuerdos".
"O disco conta com 13 faixas, com uma superprodução e direção artística, nas quais as irmãs interpretam e tocam canções que rememoram as origens caipiras do centro oeste do país. Além disso, a capa, que literalmente é uma obra de arte, foi desenvolvida a partir do recorte de uma das telas do consagrado artista plástico Humberto Espíndola. Ao longo do CD nota-se também a voz inesquecível do conterrâneo Ney Matogrosso — que participa de 5 faixas — trazendo toda uma sonoridade especial à unção das duas vozes-Espíndola". (SILUS, 2020).
Em 2020 participa dos 40 anos da Vanguarda Paulista num show no dia do aniversario de São Paulo no Teatro Municipal de SP com vários artistas. E desenvolve o projeto Na Toca com Tetê, no qual apresenta ao público, via redes sociais (Instagram, Facebook e YouTube) versões de músicas que marcaram sua carreira, sempre acompanhada de participações especiais.

## Discografia
| 1978 | Tetê e o Lírio Selvagem | Phillips                |
| 1980 | Piraretã | Phillips                |
| 1981 | (Compacto) Londrina / Canção dos Vagalumes | Zoo Discos/Som Livre    |
| 1982 | Pássaros na Garganta | Som da Gente            |
| 1985 | (Compacto) Escrito Nas Estrelas | Barclay/Polygram        |
| 1986 | Gaiola | Barclay/Polygram        |
| 1991 | Ouvir | LuzAzul                 |
| 1994 | Só Tetê | Camerati                |
| 1996 | Canção de Amor | Luz Azul                |
| 1998 | Anahí (com Alzira E) | Dabliu/LuzAzul          |
| 2001 | VozVoixVoice | LuzAzul                 |
| 2002 | Fiandeiras do Pantanal (com Raquel Naveira) | LuzAzul                 |
| 2003 | A Arte de Tetê Espíndola | Universal Music         |
| 2004 | Espíndola Canta (com Alzira E, Celito Espíndola, Dani Black, Geraldo Espíndola, Gilson Espíndola, Humberto Espíndola, Iara Rennó e Jerry Espíndola)           | LuzAzul                 |
| 2004 | Espíndola Canta (Ao Vivo) (com Alzira E, Celito Espíndola, Dani Black, Geraldo Espíndola, Gilson Espíndola, Humberto Espíndola, Iara Rennó e Jerry Espíndola) | LuzAzul                 |
| 2005 | Zencinema | LuzAzul                 |
| 2006 | Babeleyes – Musique des Langues Vierges | MCD World Music/LuzAzul |
| 2008 | E Va Por Ar | LuzAzul                 |
| 2013 | Água dos Matos | LuzAzul                 |
| 2014 | Asas do Etéreo | SESC                    |
| 2017 | Outro Lugar | LuzAzul                 |
| 2019 | Recuerdos (com Alzira E e part. esp. Ney Matogrosso) | SESC                    |